# 巴伐利亚S3/6型蒸汽机车
有数种蒸汽机车编号为BR18型，但这些机车在外形、结构、使用区域和制造年份上都有所不同。不过，所有18型机车都是配有煤水车的快速客运机车。

## 18.1型（符腾堡C型）
符腾堡C型蒸汽机车是20世纪初由符腾堡王家铁路制造使用的（那时德国铁路还没有合并）快速客运蒸汽机车。在当时这是德国最小的4-6-2（2'c'1\2-3-1）轮式的快速机车。这种机车由 Maschinenfabrik Esslingen于1908-1921年间制造，共
制造41辆。为了适应当地的地形路况，符腾堡C型机车的动轮直径只有1800mm。在当时，这种机车在经济性和动力性
方面都是相当出众的。该型机车的外形也与众不同：动轮顶部为一组支架所遮盖，驾驶舱的顶部也成流线型，使得这
种机车同其他德国机车的外形大为相异，反而更像英国蒸汽机车。因此，这种机车拥有一个叫做“符腾堡美少女”的雅
号。
一战结束后，3辆该型机车被赔偿给法国和波兰，其余37辆在德国各邦铁路统一为德意志国铁路后被命名
为18.1型，编号在18.101-18.137之间。二战后，这些机车归属于德国联邦铁路，到1955年全部退役。

## 18.4、5、6型（巴伐利亚S3/6型）
S3/6型也是在德国铁路合并之前制造的，最初使用者为皇家巴伐利亚国营铁路。这也是一种4-6-2（2'c'1\2-3-1）轴式的快速
客运机车。这种机车的生产从1908年一直持续到1931年，在这25年当中共有159辆该型机车出厂。由于其生产期跨越了德国铁路合并的前后，因而这种机车的买家也从巴伐利亚铁路（拥有前89辆）转变为德意志国铁路（后70辆）。

### 简介
S3/6型机车由 Maffei公司设计，由Anton Hammel 与 Heinrich Leppla两位设计师主持设计。S3/6型机车采用4汽缸驱动，除d、e两批的主动轮直径为2000mm以外，其余各批动轮直径均为1876mm。这样的设计使得这种机车在山地和平原地区都可以运行自如。该型机车的最高时速为120千米。

### 巴伐利亚时期

#### a-c批次
该批包含1908到1911年间出产的23辆，动轮直径1876mm，装备4轴T26煤水车。

#### d-e批次

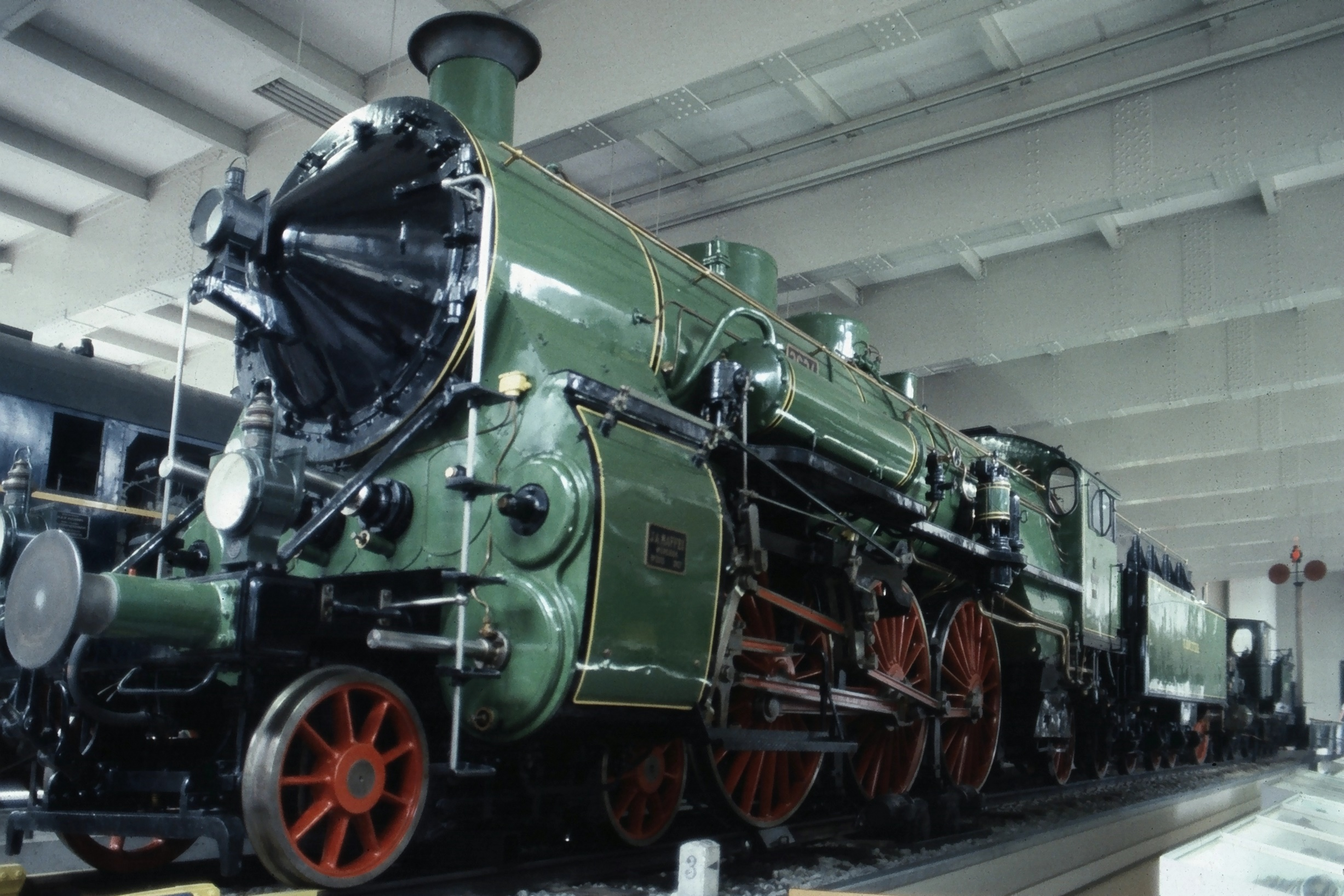
德意志博物馆中的S 3/6 3634 号

该批机车于1912年生产，动轮直径扩大到2000mm，使用4轴T32型煤水车。这种机车是为平原地区的使用而设计的，主要用来牵引慕尼黑到纽伦堡及慕尼黑到维尔茨堡的特快列车。与其他机车不同，这两批机车的高压汽缸和低压汽缸使用同样的活塞冲程。这种机车虽然为特快列车而设计，但驾驶室却不是流线型的。现在，只有一辆这种机车（18 451）被收藏在慕尼黑的德意志博物馆里。

#### f批
这一批仅包含1913年出产的3辆机车，这些车辆与a-c批生产的车辆没有显著的不同。

#### g批

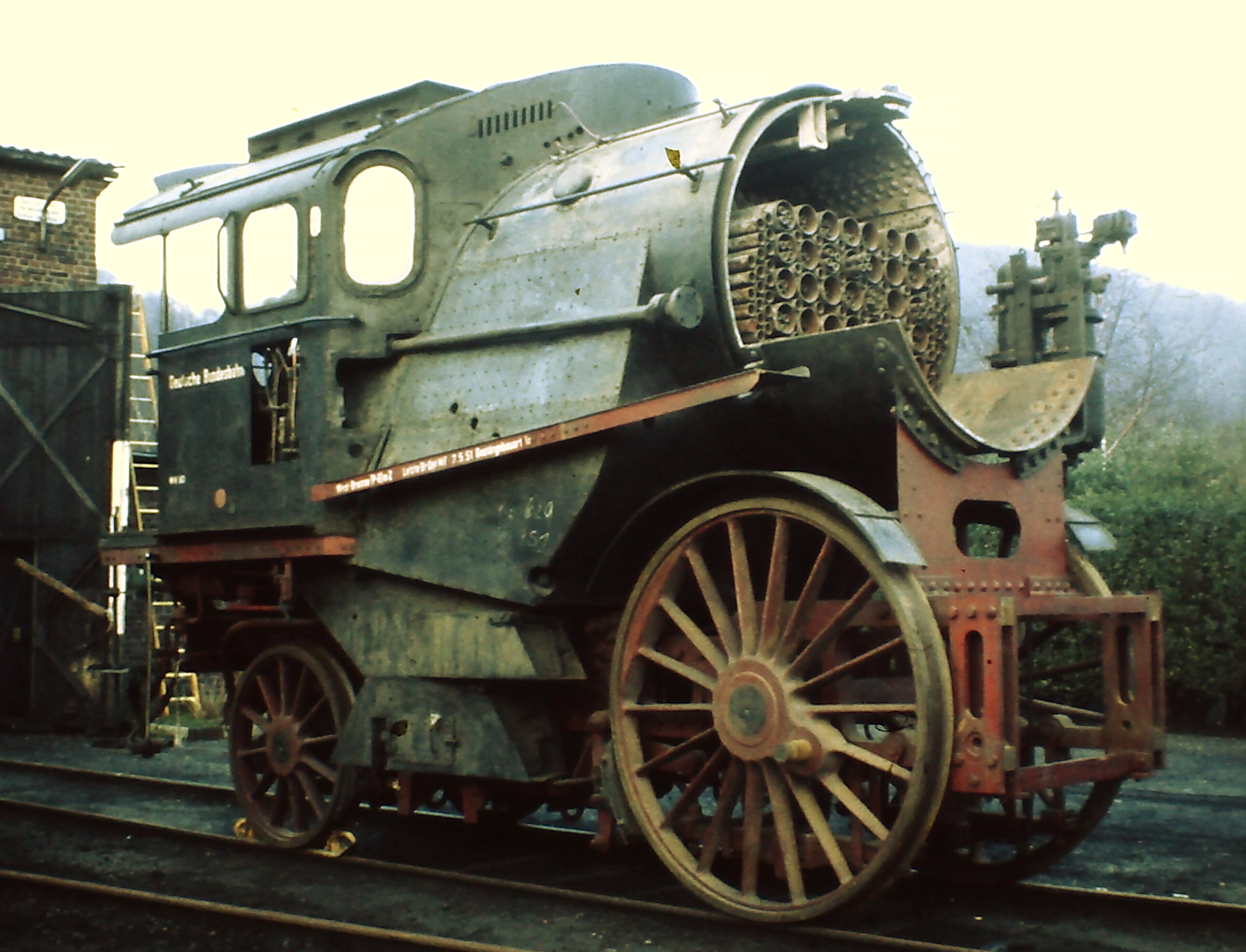
Torso 18 427 im Eisenbahnmuseum Bochum-Dahlhausen (bis 2010)

这一批共十辆，制造于1914年，其用户是普法尔茨地方铁路。这一批机车在大小上与其他批次有所不同，比如在长度上短150mm以适应19m长的当地铁路转台。德国铁路统一后，这批机车被赋予了18 425到18 434之间的编号。其中有一辆在二战后被留在了已属苏联的东线地区，没有返回德国。

#### h-i批
这一批包含一战期间（1914-1918）制造的35辆。

### 德意志国铁路时期
一战结束后，有19辆S3/6型机车按合约被交给了法国和比利时作为赔偿，其余的在1926年编入统一后的德帝国铁路。该型机车由于牵引著名的金色莱茵特快列车而颇具知名度。

#### k批次

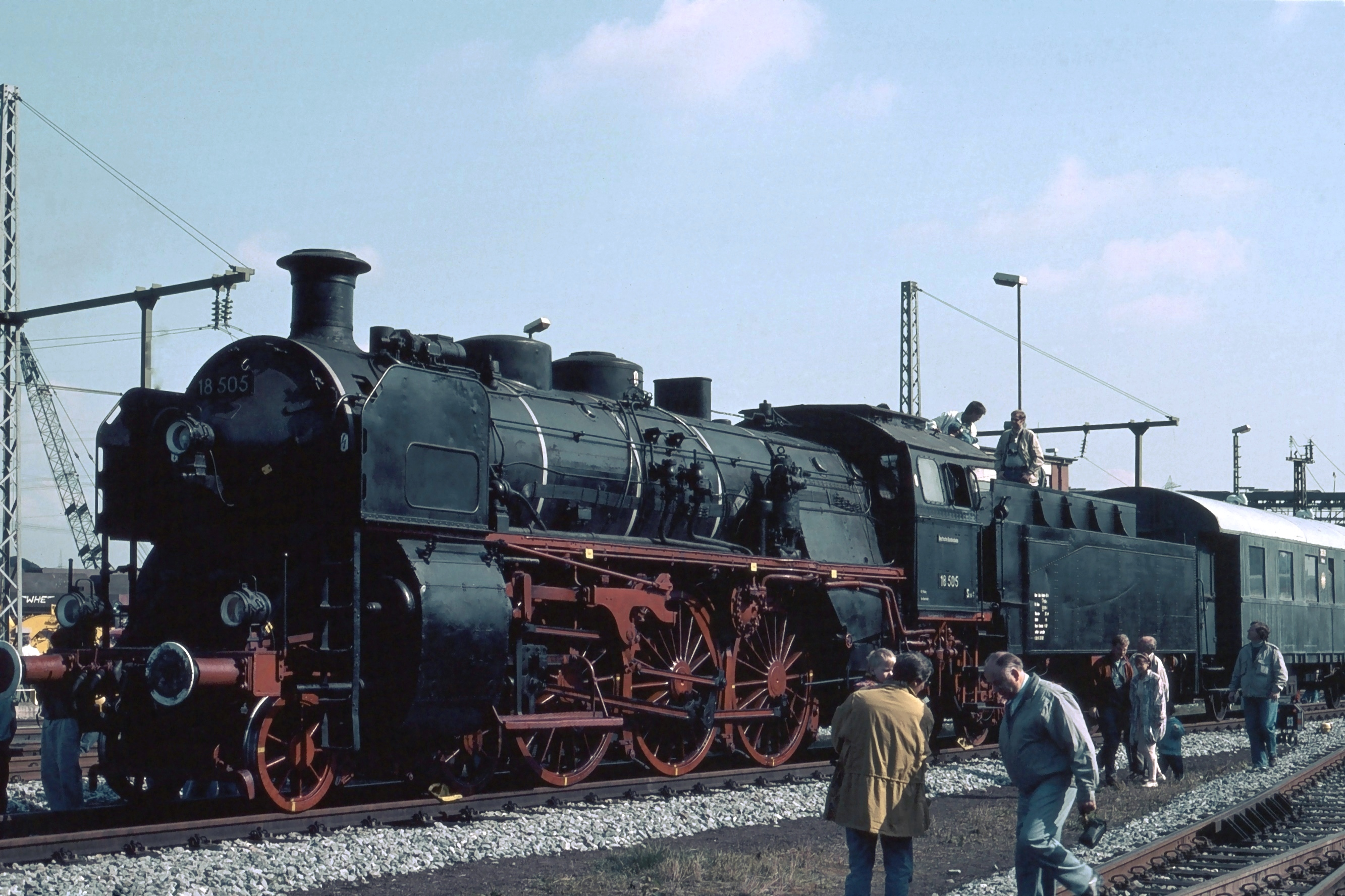
018 505-8号

由于当时标准蒸汽机车还没有出台，因此铁路只得继续制造S3/6型机车。k批次机车指的就是在1923-24年间生产的30辆该型机车，编号为18 479到18 508。这些机车同之前的机车又有不同：它们拥有更大的过热器，驾驶室也向后来的标准蒸汽机车一样在靠近窗户的为止向内逐渐收缩。
目前，18 505 号机车是德国铁路历史博物馆的展品，另有一辆（18 508）是瑞士收藏家的私人藏品。

#### l-o批次
由于标准蒸汽机车迟迟不能入役使用，且它们的20吨以上轴重在德国很多地区都是运行中的障碍，德国铁路有制造了更多的S3/6型。l批指的是1927年生产的12辆（18 509–520）；m批是1927-28年生产的8辆（18 521–528）。与k批机车相比，这两批机车的过热器更大，高压汽缸直径由425mm增加到440mm。m批的几辆机车被转移到了威斯巴登用来牵引重要列车。之后是n批和o批（Maffei公司制造两辆后破产，这两辆为N批次，后18辆为汉寿尔工厂生产，成为o批。），20辆，从18 531到548，其中的后11辆换装4轴T31.7型煤水车。
这些机车中的18 528 号曾在慕尼黑的Krauss-Maffei公司（后被西门子收购）总部门前充当过纪念碑，现在则被安置到Allach工厂中。

### 联邦铁路时期
50年代，德国联邦铁路进行了大面积的现代化改造，一部分1927-30年之间生产的l-o批机车因此进行了改造。这些机车换装了新的燃烧室和锅炉，并由此改建了驾驶室，还换装了多阀门过热器蒸汽总阀。改造后的机车在1953年到57年之间陆续重新入役，编号也更新为18 601–630。这些机车改造后性能与更新的01型相当。达姆施塔特、雷根斯堡、纽伦堡、林道等机务段都是用过这种机车。
虽然改进后的18.6型机车性能大幅提升而且是当时德国国内最经济的蒸汽机车，但它们还是在1961-65年间陆续退役。最后两辆该型机车（18 622及18 630）于1965年在林道退役，随后拆解。现在德国蒸汽机车博物馆收藏有18 612 号机车。
还有一些机车没有进行现代化改造，这些机车至1962年全部退役。纽斯塔特铁路博物馆收藏有它们中的018 505号机车。